# Клинківський Олександр Кузьмович
Олександр Кузьмович Клинківський (5 червня 1912, Тетерівка — 6 грудня 1943) — радянський офіцер, Герой Радянського Союзу.

## Біографія

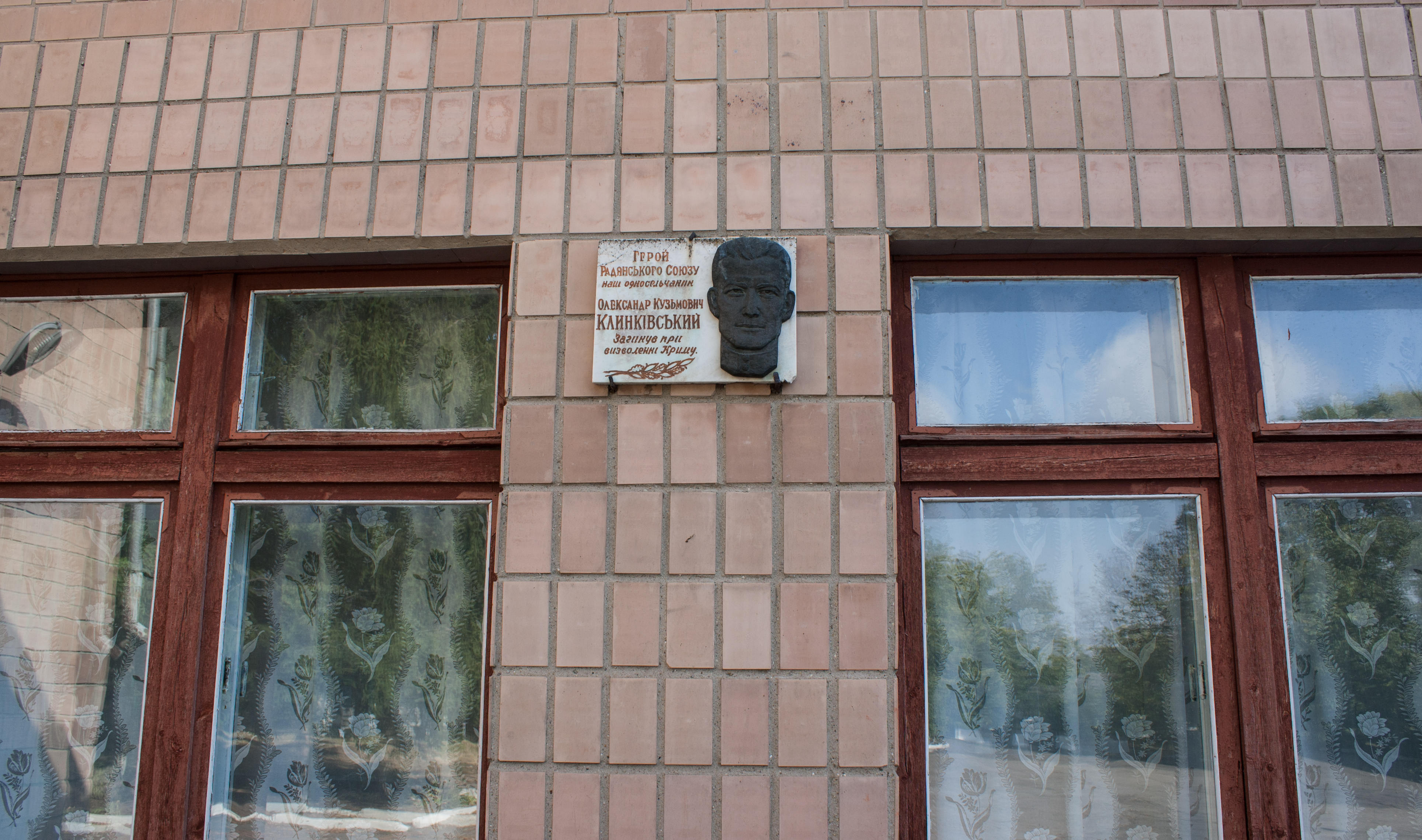
Меморіальна дошка на школі в селі Тетерівка

Народився 5 червня 1912 року в селі Тетерівка (тепер Уманський район Черкаської області) в сім'ї селянина. Українець. Закінчив середню школу. Працював у колгоспі.
У 1934 році призваний до лав Червоної армії. Закінчив командні курси. Член ВКП(б) з 1940 року. У боях німецько-радянської війни з жовтня 1941 року. Воював на Північно-Кавказькому фронті.
У ніч на 1 листопада 1943 року командир батальйону 1331-го стрілецького полку майор О. К. Клинківський на чолі десантного загону полку форсував Керченську протоку, висадився в районі селища Ельтіген (нині селище Героївське в межах міста Керчі), і захопив плацдарм. Розділивши загін на три групи, взяв важливу в тактичному відношенні висоту, організував її оборону. У бою за утримання висоти відбив дев'ятнадцять контратак танків і піхоти противника.
Указом Президії Верховної Ради СРСР від 17 листопада 1943 року за зразкове виконання бойових завдань командування і проявлені при цьому мужність і героїзм майору Олександру Кузьмовичу Клинківському присвоєно звання Героя Радянського Союзу.
4 грудня 1943 року був важко поранений в бою і 6 грудня 1943 року помер, не отримавши нагороду.

## Нагороди
Нагороджений орденами Леніна, Червоного Прапора, Олександра Невського.